# Gustaf Anton Gyldenstolpe
Gustaf Anton Gyldenstolpe, född 30 mars 1744, död 18 juni 1827 i Nyköping, var en svensk greve och militär. Han var bror till Nils Philip Gyldenstolpe.

## Biografi
Gyldenstolpe föddes som son till kammarherren Ulric Nils Gyldenstolpe och dennes hustru Brita Christina Oxenstierna af Korsholm och Wasa. Han blev student vid Uppsala universitet den 2 april 1750. Han antogs som kvartermästare vid Södra skånska kavalleriregementet 1761. Året därpå gick han i fransk tjänst, och utnämndes där till löjtnant. I Sverige utnämndes han av Adolf Fredrik till livdrabant den 2 maj 1764.
Den 27 november 1768 befordrades han till löjtnant i Sverige, men han tog avsked redan den 10 januari 1771. Gyldenstolpe dog ogift i Nyköping den 18 juni 1827.